# Gymnammodytes semisquamatus
Gymnammodytes semisquamatus é uma espécie de peixe pertencente à família Ammodytidae, a das chamadas galeotas.
A autoridade científica da espécie é Jourdain, tendo sido descrita no ano de 1879.

## Portugal
Encontra-se presente em Portugal, onde é uma espécie nativa.

## Descrição
Trata-se de uma espécie marinha. Atinge os 30 cm de comprimento padrão nos indivíduos do sexo masculino.